# Università Paris 13
La Université Sorbonne-Paris-Nord è un'università francese situata a Villetaneuse. L'università è stata istituita il 17 dicembre 1970.
Ha cinque campus, distribuiti nei due dipartimenti di Senna-Saint-Denis e Val-d'Oise: Villetaneuse, Bobigny, Saint-Denis, Plaine Saint-Denis e Argenteuil. Université Sorbonne-Paris-Nord: Paris-Nord accoglie più di 24.000 studenti nell'istruzione iniziale o superiore, in tutti i campi: salute, medicina e biologia umana, letteratura, lingue, scienze umane e sociali, diritto, scienze politiche e sociali, scienze sociali, comunicazioni, economia e management.